# Cyclolabus alpinus
Cyclolabus alpinus är en stekelart som först beskrevs av Heinrich Habermehl 1917.
Cyclolabus alpinus ingår i släktet Cyclolabus och familjen brokparasitsteklar. Inga underarter finns listade i Catalogue of Life.